# Magnús Ólafsson (fotograf)

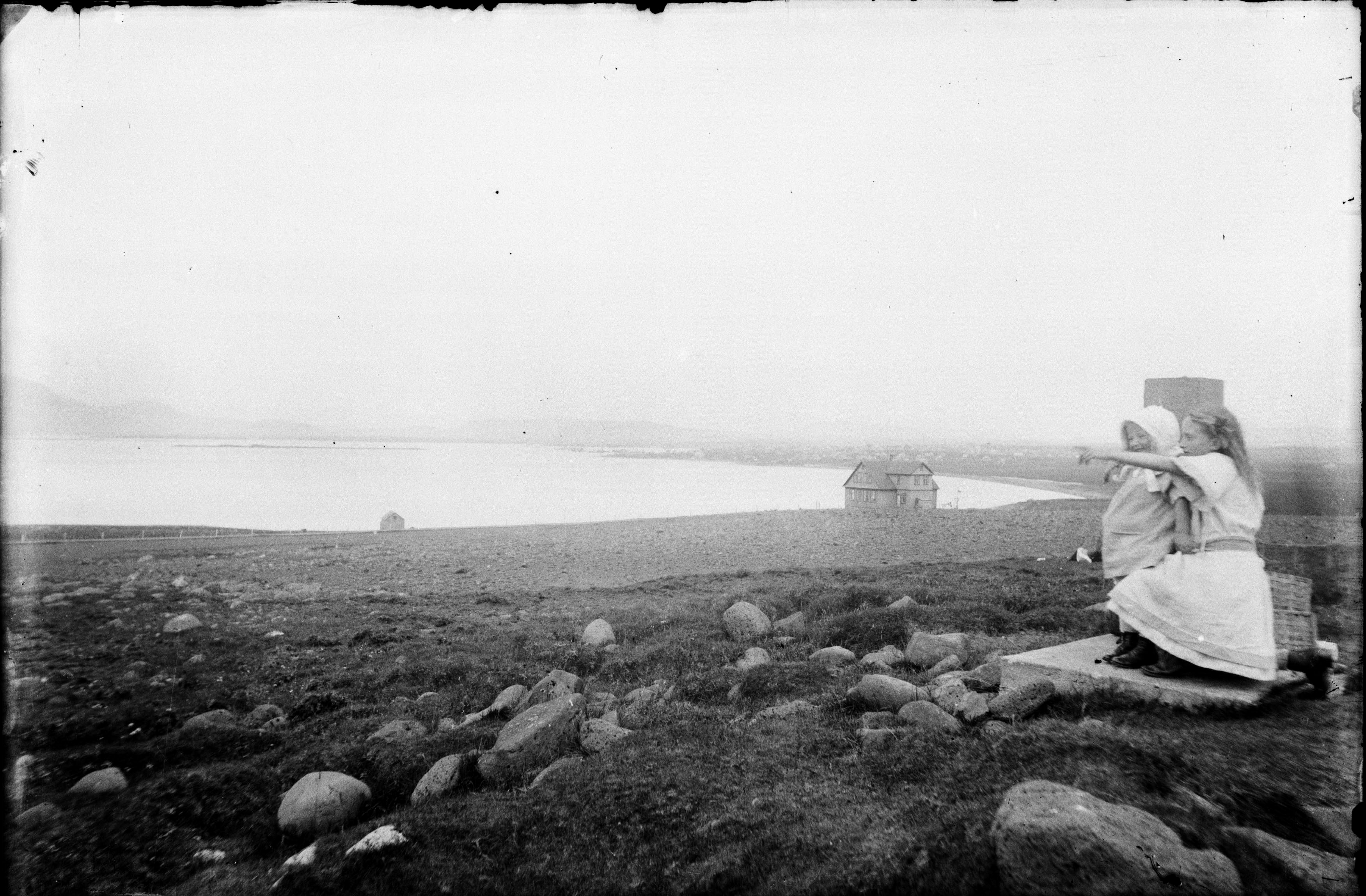
Dvě dívky na Valhúsahæð, v pozadí jsou Mýrarhús a Reykjavík

Magnús Ólafsson (10. května 1862, Hvolur v Saurbæru, Dalasýsla – 26. září 1937 v Reykjavíku) byl islandský fotograf, který působil na přelomu 19. a 20. století.

## Životopis
Fotografoval historické události, jako byl velký požár v Reykjavíku v roce 1915 nebo návštěva Grafa Zeppelina v Reykjavíku v roce 1930. Většina jeho fotografií je chráněna autorskými právy podle islandského autorského zákona. Muzeum fotografie v Reykjavíku obsahuje 1449 fotografií Magnúse, které tvoří jádro muzejní sbírky. Jeho syn byl portrétní a dvorní fotograf Ólafur Magnússon.

## Galerie

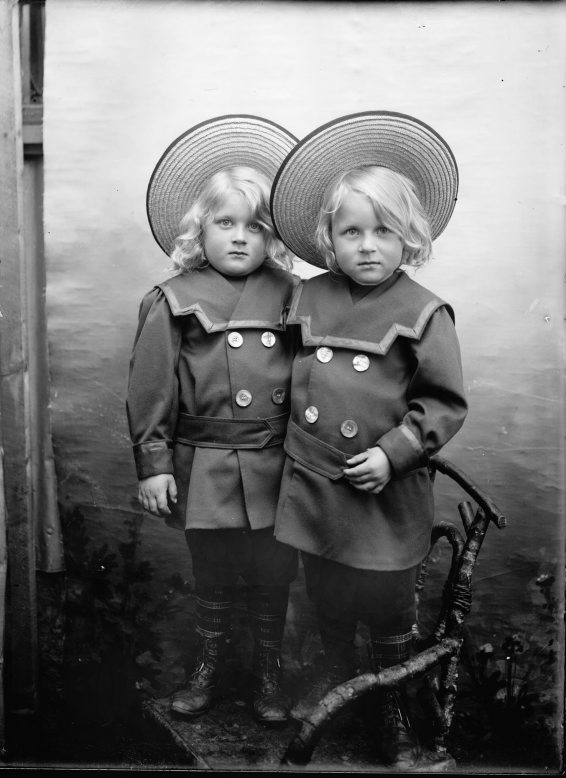
Dvojčata se slaměnými klobouky, 1909–1910
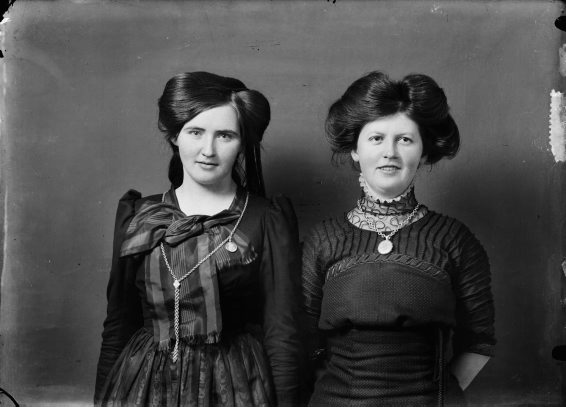
Dvě ženy, jedna má na sobě „peysuföt“ (tradiční islandský kroj) a druhá je v dánských šatech, 1900-1920
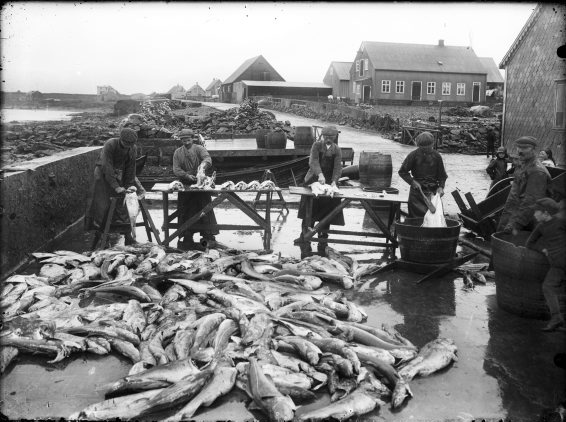
Rybáři při práci, Keflavík, 1915
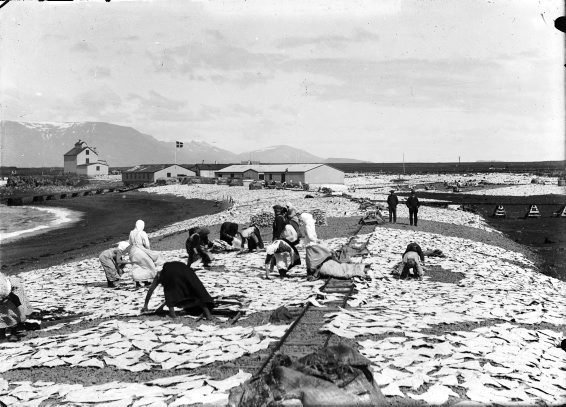
Fiskvinnsla, asi 1910
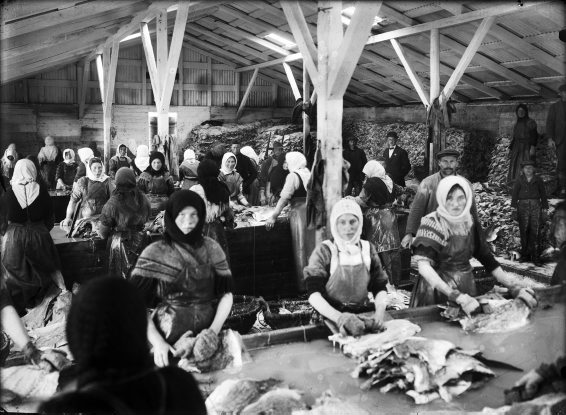
Ženy zpracovávající ryby a nakládají je do soli, 1910–1920
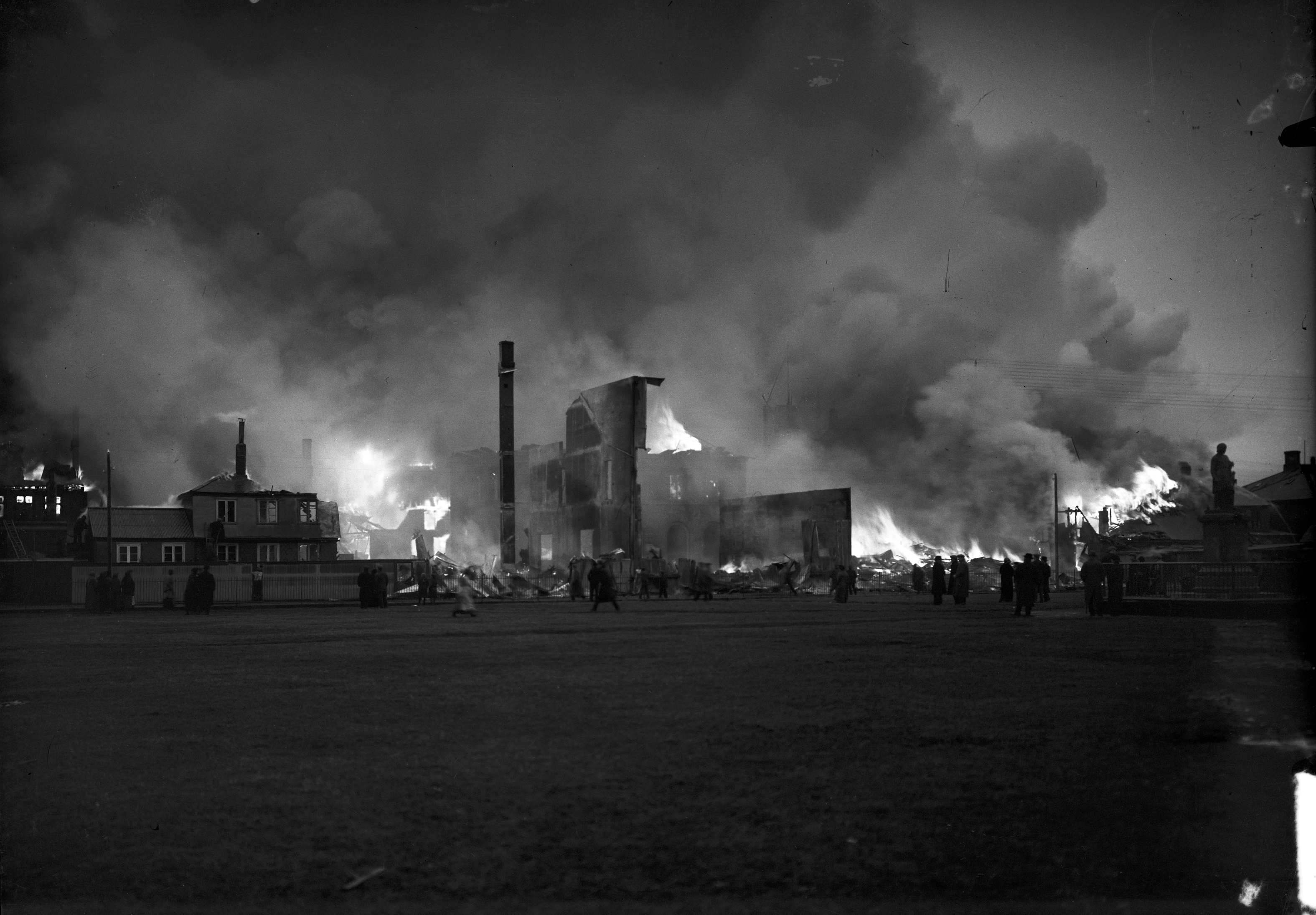
V podvečer neděle 25. dubna 1915 vypukl jednen z největších požárů v historii Reykjavíku. Té noci shořelo v centru města celkem dvanáct domů, z toho deset na popel. Při požáru zemřeli dva lidé. Syndikát a Hótel Reykjavík, kde požár vypukl, zcela zmizely. Velký požár měl velký dopad na plánování v Reykjavíku a místo dřevěných domů se stavělo z betonu, například řady domů na Austurstræti 7–16.
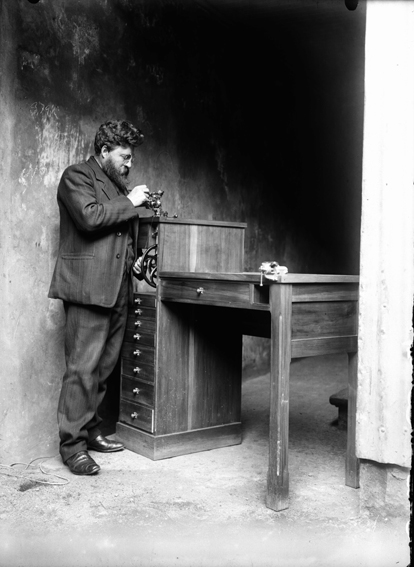
Magnús Benjamínsson, horologist by a lathe, 1910–1920
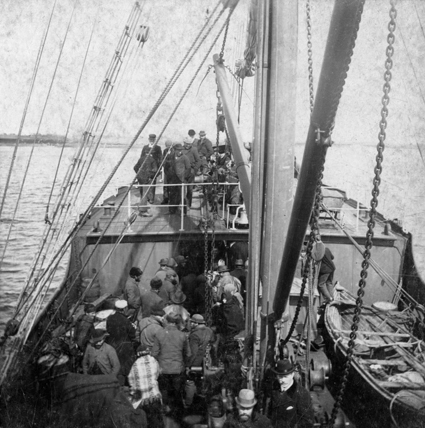
Mannfjöldi stendur á dekki á skipi – Crowd of people standing on a ship deck, 1900–1915
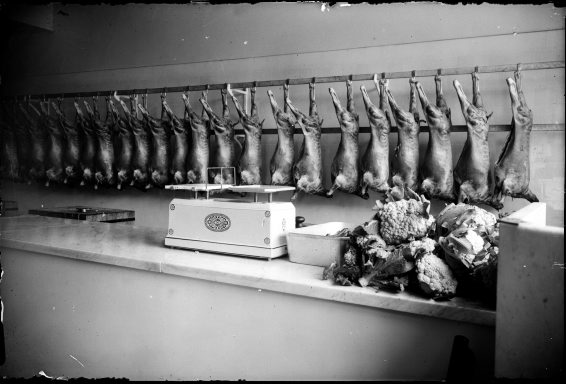
Matardeild Sláturfélags Suðurlands, říjen 1930
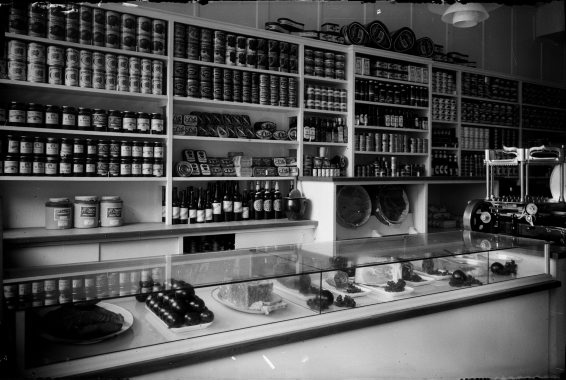
Matardeild Sláturfélagsins í Hafnarstræti, 5. října 1930
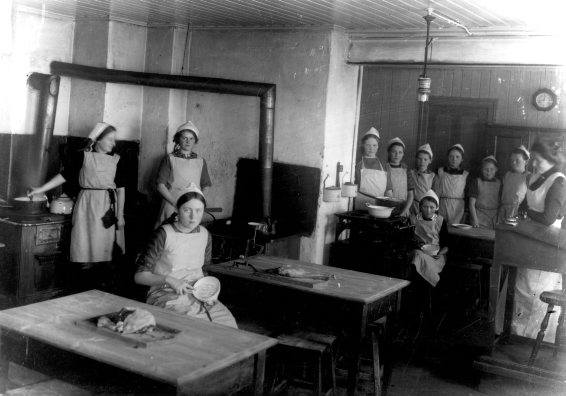
Matreiðslukennsla í Barnaskólanum, Fríkirkjuvegi 1, 1913–1914